# Kul-e Farah
Kul-e Farah (d'ora in poi KF) è un santuario all'aperto situato nella valle dei Monti Zagros di Izeh/Mālamir, nell'Iran sud-occidentale, a circa 800 metri sul livello del mare. Sei rilievi rocciosi elamiti si trovano in una piccola gola contrassegnata da un letto di torrenti stagionali sul lato orientale della valle, vicino alla città di Izeh nel Khūzestān.

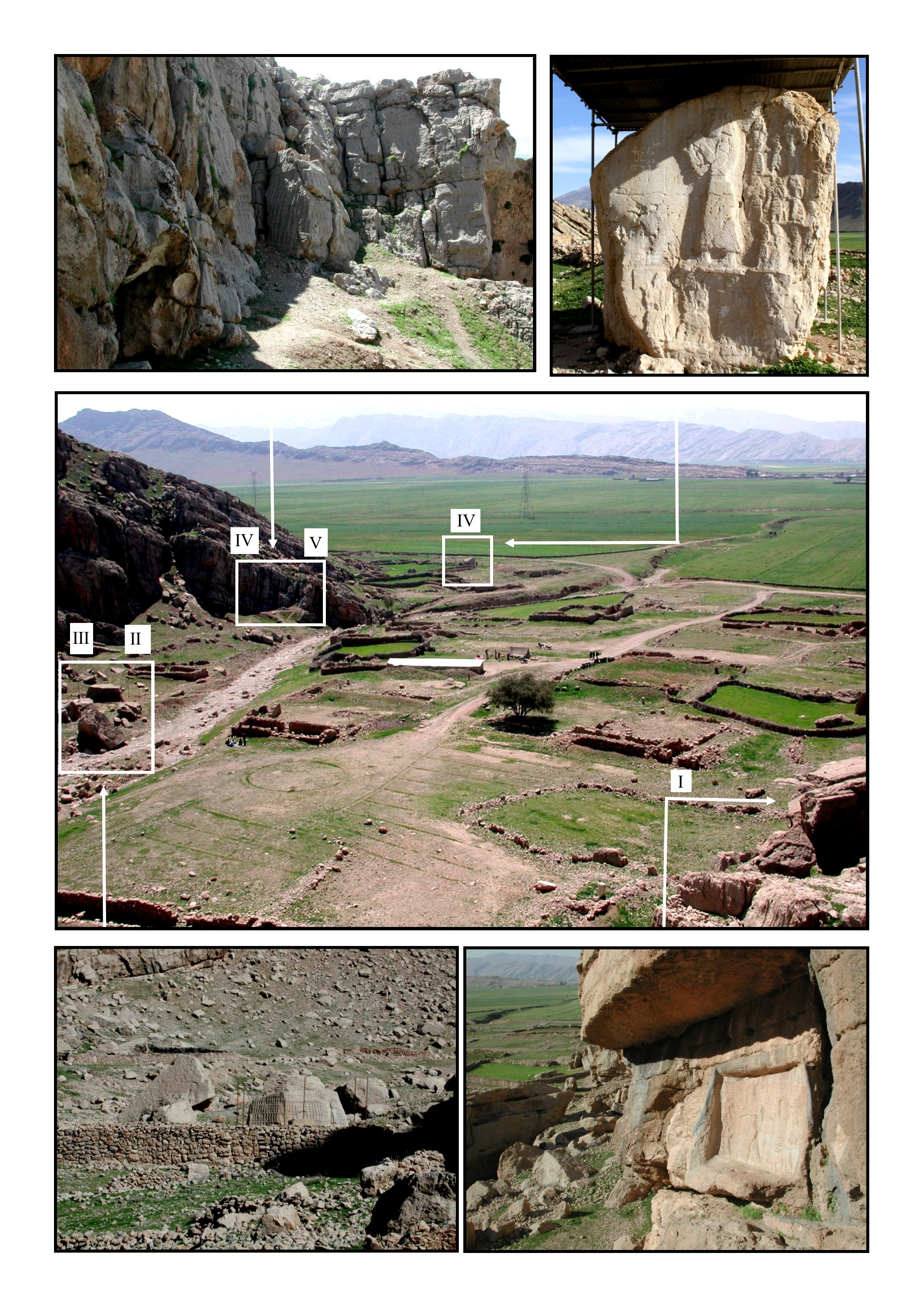
Vedute di Kul-e Farah

## Storia e studi
Il primo riferimento all'esistenza dei rilievi fu fatto, nel 1836, da H.C. Rawlinson (1839) seguito da A.H. Layard (1846) il cui lavoro includeva un resoconto preliminare delle iscrizioni cuneiformi (per una bibliografia completa. Uno studio di rilievi selezionati è stato tentato dai membri della missione archeologica francese in Persia; in particolare: G. Jéquier (1901), insieme alla successiva opera epigrafica di padre V. Scheil, e ai bozzetti realizzati da J. de Morgan. Più di mezzo secolo dopo, una missione archeologica belga, sotto la direzione di L. Vanden Berghe (1963), avviò un progetto di documentazione più sistematica seguito da uno studio approfondito intrapreso da Eric De Waele come fulcro della sua tesi di dottorato. Il lavoro di E. De Waele è durato tra il 1970 e il 1975 (aggiungendo un totale di quasi due mesi di lavoro sul campo). Il risultato finale è arrivato sotto forma di una tesi di dottorato inedita e una serie di sette articoli tra cui illustrazioni e disegni al tratto. Un rinnovato interesse per i rilievi ha portato a lavori recenti di W. Henkelman (2008

## Cronologia
KF I è stato datato dall'VIII secolo a.C. alla prima metà del VI secolo a.C. in accordo con il contenuto di una grande iscrizione cuneiforme elamica incisa sulla sua superficie e con analisi artistiche. Una data più precisa all'ultima parte del periodo neo-elamico (dopo le campagne assire) è ora raccomandata da Vallat. Gli altri rilievi erano considerati insieme come un unico gruppo fabbricato in epoca neo-elamica o, più precisamente: l'“époque Elamite récente”, il periodo della convivenza elamo-persiana, una più ampia sequenza neo-elamica che va dal IX al VI secolo a.C. e un periodo compreso tra l'VIII e il VII secolo a.C. Nel 1984 E. Carter propose una data precedente al 1000 a.C. per KF IV. Seguì P. Amiet che, ad eccezione di KF I e V, suggerì che i rilievi manifestassero l'espressione di una monarchia locale che si sviluppò nell'Elam orientale dopo l'invasione del re babilonese Nabucodonosor I (ca. 1104 a.C.), o forse poco dopo, all'inizio del X secolo a.C. J. Álvarez-Mon ha suggerito di datare i portatori di piattaforma, rappresentati in KF III e VI, alla seconda metà del VII secolo a.C.-VI secolo a.C. e KF IV al IX-VIII secolo a.C.

## Manifattura
L. Vanden Berghe fu il primo a notare le eccezionali caratteristiche tecniche impiegate nella fabbricazione dei rilievi elamici dell'altopiano di Izeh/Mālamir e Kurangun. Espandendo questo lavoro, J. Álvarez-Mon (2019) suggerisce provvisoriamente che la fabbricazione di questo e dei relativi rilievi potrebbe aver comportato i seguenti passaggi: 
1. taglio di un pannello piatto sulla roccia;
2. l'immagine viene scolpita in bassorilievo;
3. la superficie viene intonacata e modellata con un materiale solido bituminoso;
4. il dettaglio viene aggiunto mediante incisione con l'aiuto di un oggetto appuntito;
5. i rilievi vengono dipinti

## Descrizioni
I rilievi mostrano processioni, sacrifici di animali, spettacoli musicali e banchetti. Sono caratterizzati dalla presenza di un sovrano su larga scala (KFI, II, III, V), un sovrano o una divinità su larga scala trasportato su una piattaforma (KF III, VI), un sovrano seduto che presiede un banchetto (KF IV), il sacrificio di animali (KFI, KFII, KF V) e la presenza di piccole orchestre (KF I, III, IV).

## Significato
L'esposizione collettiva dei partecipanti su KFIII (200 individui), KFIV (circa 140 individui) e Kurangun II e III (circa 43 individui) segnano un nuovo capitolo nella storia delle arti scultoree elamiche, offrendo uno spettacolo di gerarchia sociale determinato dalla scala, collocazione all'interno dei registri, rapporto fisico con i governanti, veste, gesto e attività. Questa è una visione idealizzata di una comunità rafforzata attraverso legami sociali intimamente legati alla nozione di spazio sacro (Kul-e Farah e Kurangun), identità etnica autodeterminata (segnata da caratteristiche fisiche distintive, in particolare capelli lunghi e intrecciati), la messa in scena di rituali specifici (processioni, sacrifici animali, feste comuni) e il rafforzamento del costume (adorazione di antiche divinità elamiche). Tutti insieme: luogo, rappresentazione di sé e rituale forniscono un nesso di marcatori di identità che definiscono una popolazione caratterizzata da una cultura specifica e da un'ideologia socio-politica. La posizione specifica dei rilievi suggerisce che Kul-e Farah debba aver goduto di un particolare significato religioso, forse di natura trascendente. In effetti, questa prova può sostenere un sistema di credenze in cui la nozione e l'esperienza del soprannaturale si sono sviluppate da una stretta associazione con paesaggi di straordinarie proprietà naturali estetiche. I rilievi di Kul-e Farah forniscono un'ulteriore indicazione dell'eredità degli altopiani elamici come nesso culturale e socio-politico dell'ideologia che annuncia quella degli achemenidi. Nelle parole di W. Henkelman: Il santuario di Kul-e Farah è “un abbagliante complesso di temi iconografici, concetti religiosi, stratigrafia sociale e strategie ideologiche…. È qui, ad Aiapir, che ci avviciniamo come si può alla religione elamica, ed è qui che troviamo l'espressione più eloquente di una festa che, solo poche generazioni dopo Hanni, si celebrava in forma simile a Pārsa”.
Amiet ha teorizzato che questa esibizione di eventi comunitari e rituali complessi esprimesse una "nuova coscienza" nata dall'insediamento e dalla commistione di popolazioni nomadi di lingua iraniana con Elamiti locali. Tuttavia, con una sola eccezione, nell rilievo di Kul-e Farah I, commissionato da Hanni di Aiapir, non abbiamo informazioni su chi fossero i grandi gruppi di persone raffigurati nei rilievi, o dove vivevano. Inoltre, l'idea un tempo favorita, data per scontata da Amiet, che fossero pastori nomadi, non è più accettata dalla maggior parte degli specialisti. Invece, è probabile che il loro tessuto socioeconomico e politico si basasse su attività agro-pastorali, strutture di potere dinamiche e alleanze regionali integrate all'interno del regno elamico.
Indipendentemente dal background linguistico, socio-economico e culturale dei partecipanti, i rilievi dell'altopiano sostengono una continuità nella fede e nella pratica religiosa elamica. La loro collocazione a Kul-e Farah e i relativi rilievi all'aperto nei santuari di Shekaft-e Salman, Kurangun e Naqsh-e Rostam suggerisce che il paesaggio naturale fosse una componente essenziale dell'ideologia e della pratica del culto elamico tradizionale. Se l'ubicazione dei santuari e le loro divinità residenti erano una componente vitale della religione elamica, visitarli e interagire con essi erano anche elementi essenziali di ciò che significava essere un membro della società elamica. Inoltre, sono palpabili i precedenti che questi rilievi stabilirono per la tradizione scultorea e religiosa persiana.

## Galleria d'immagini

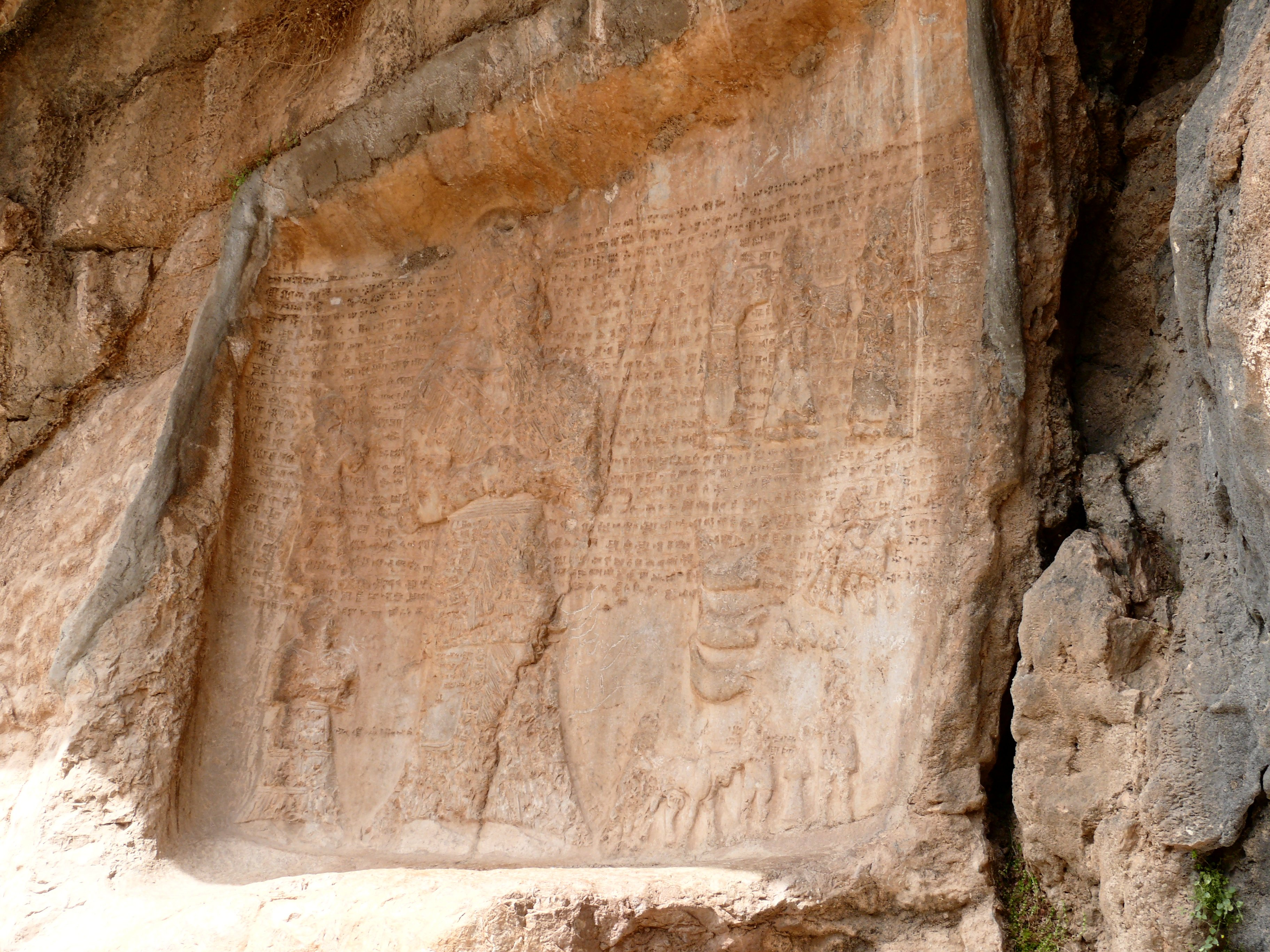
Kul-e Farah I
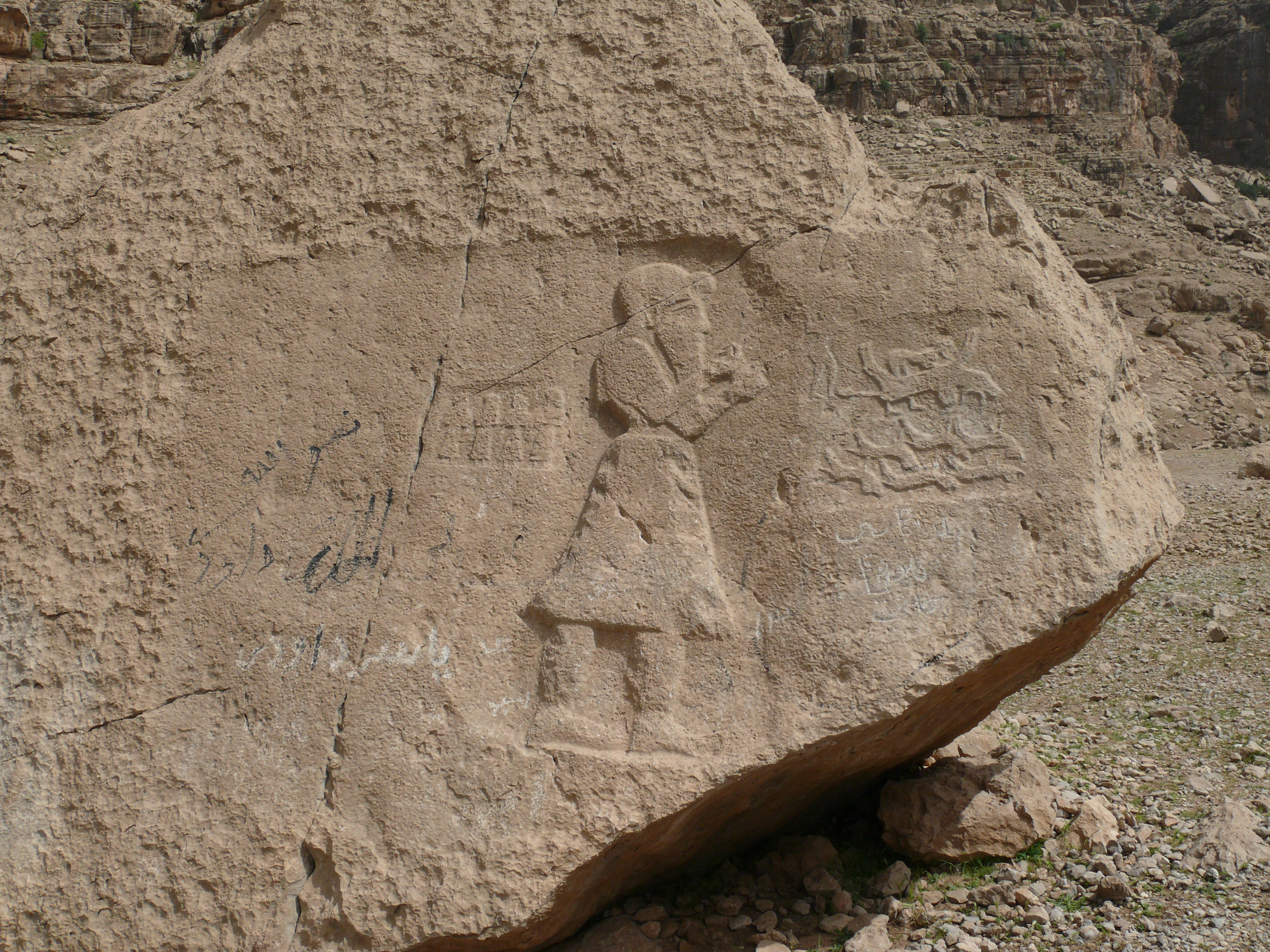
Kul-e Farah II
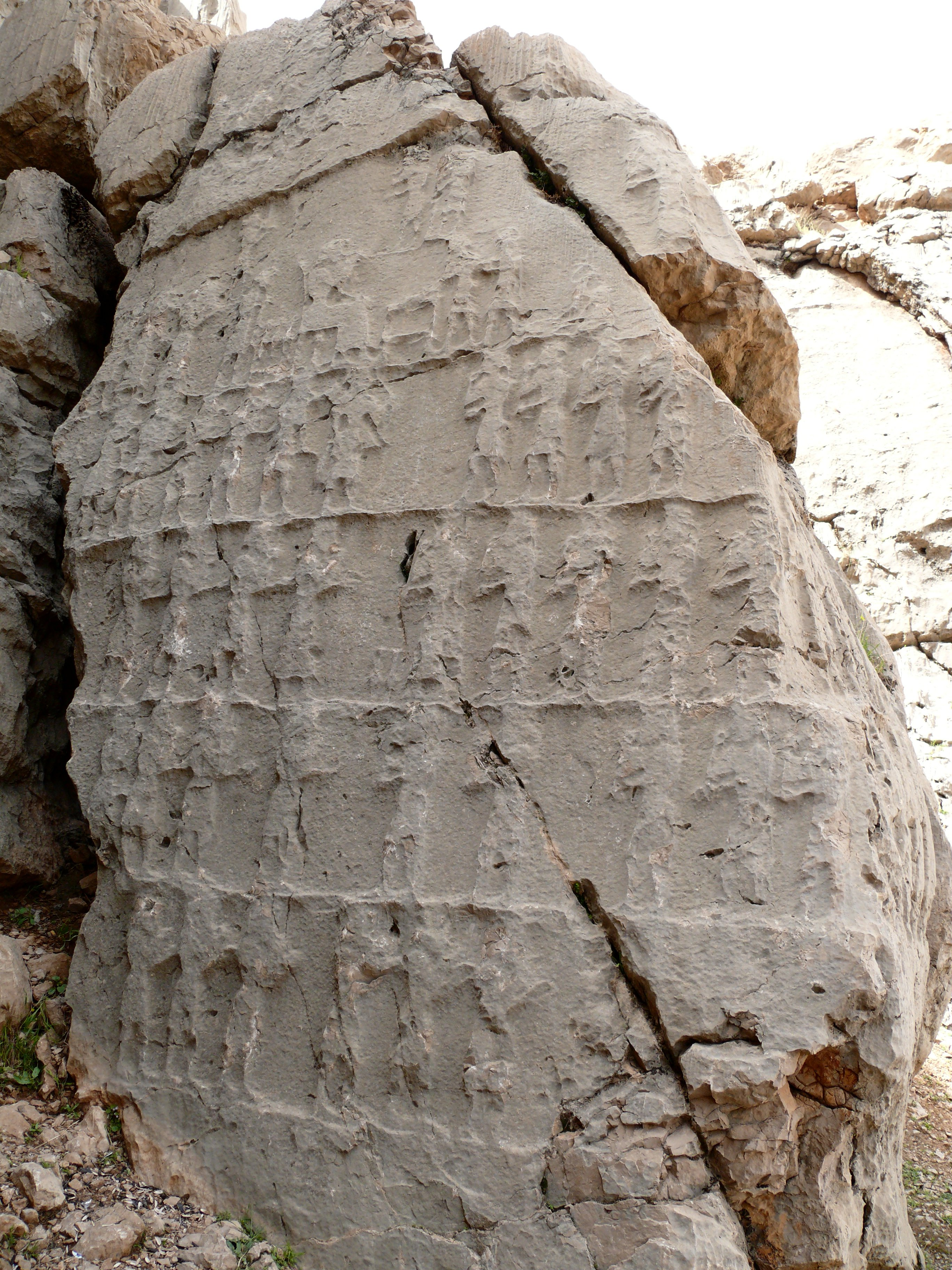
Kul-e Farah IV
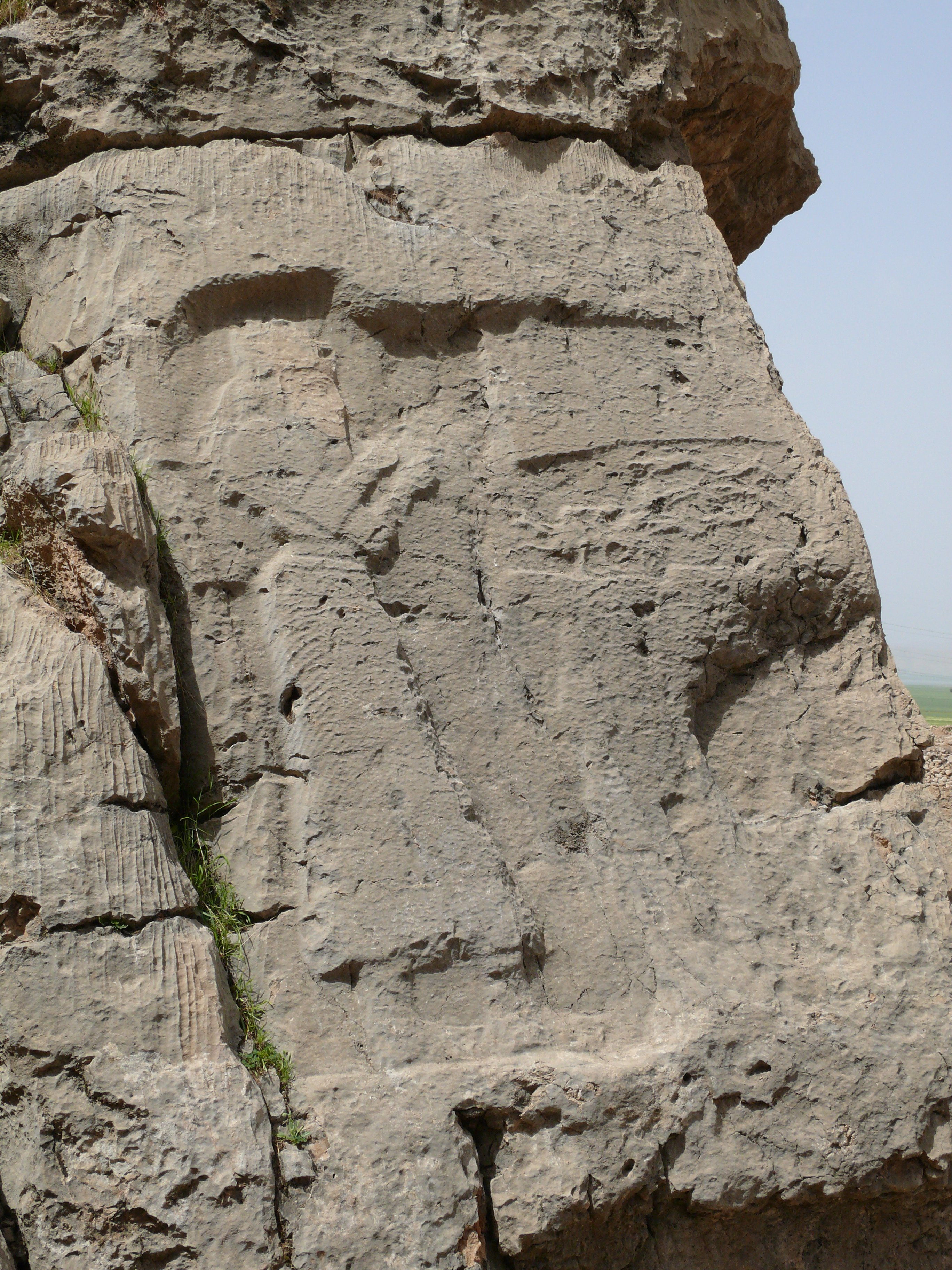
Kul-e Farah V
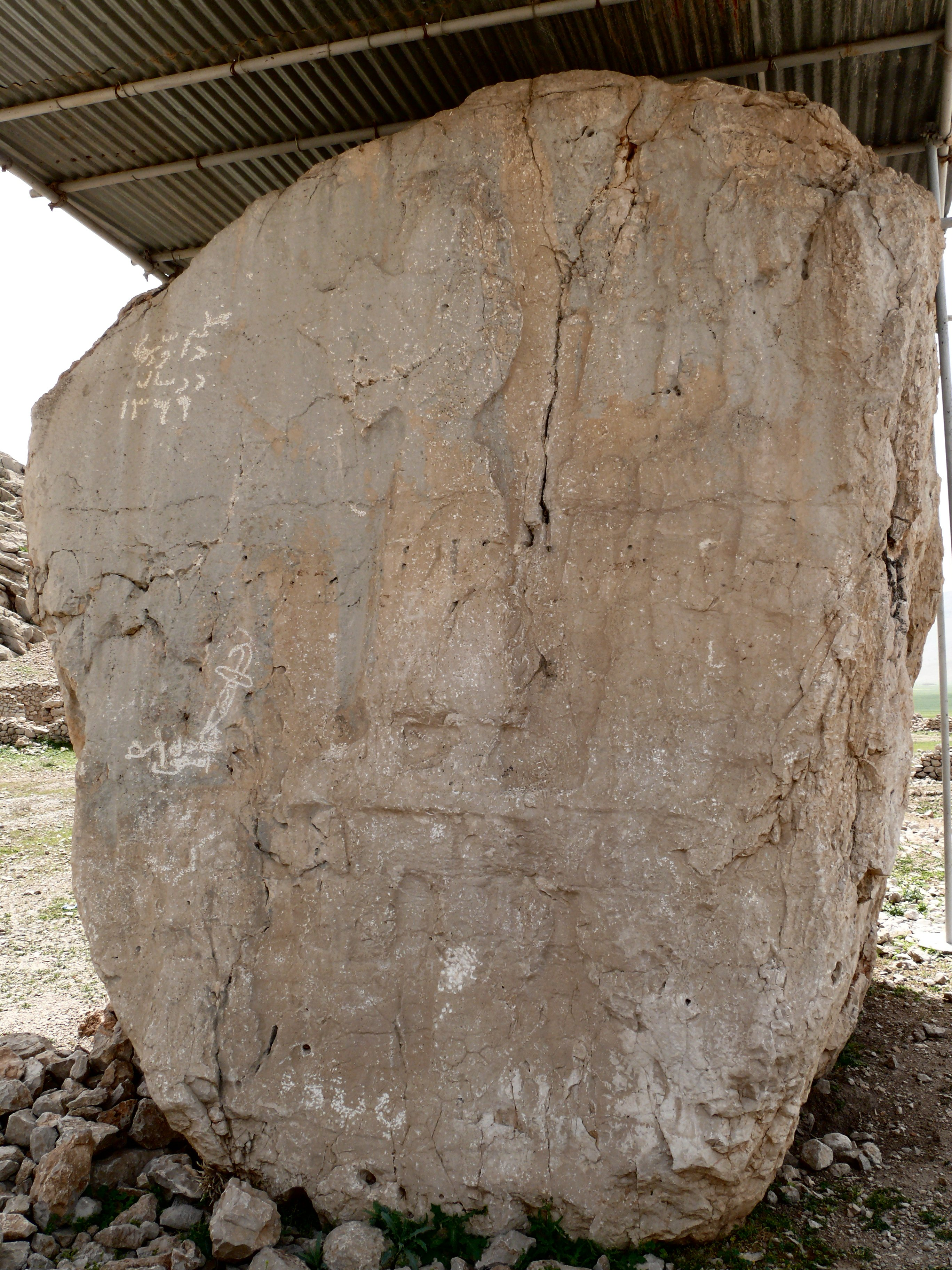
Kul-e Farah VI
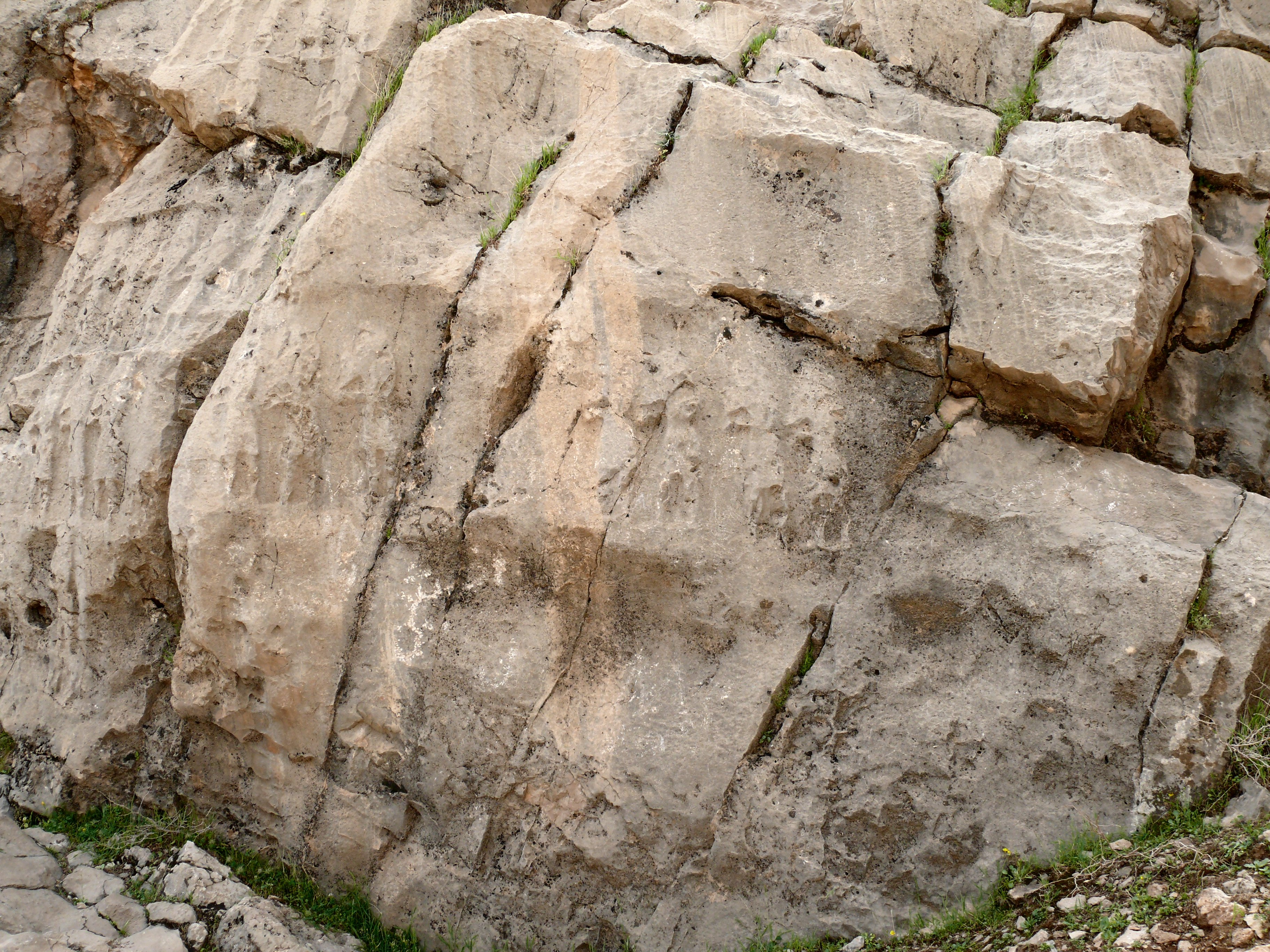
Kul-e farah IV (altra vista)

## Rilievi

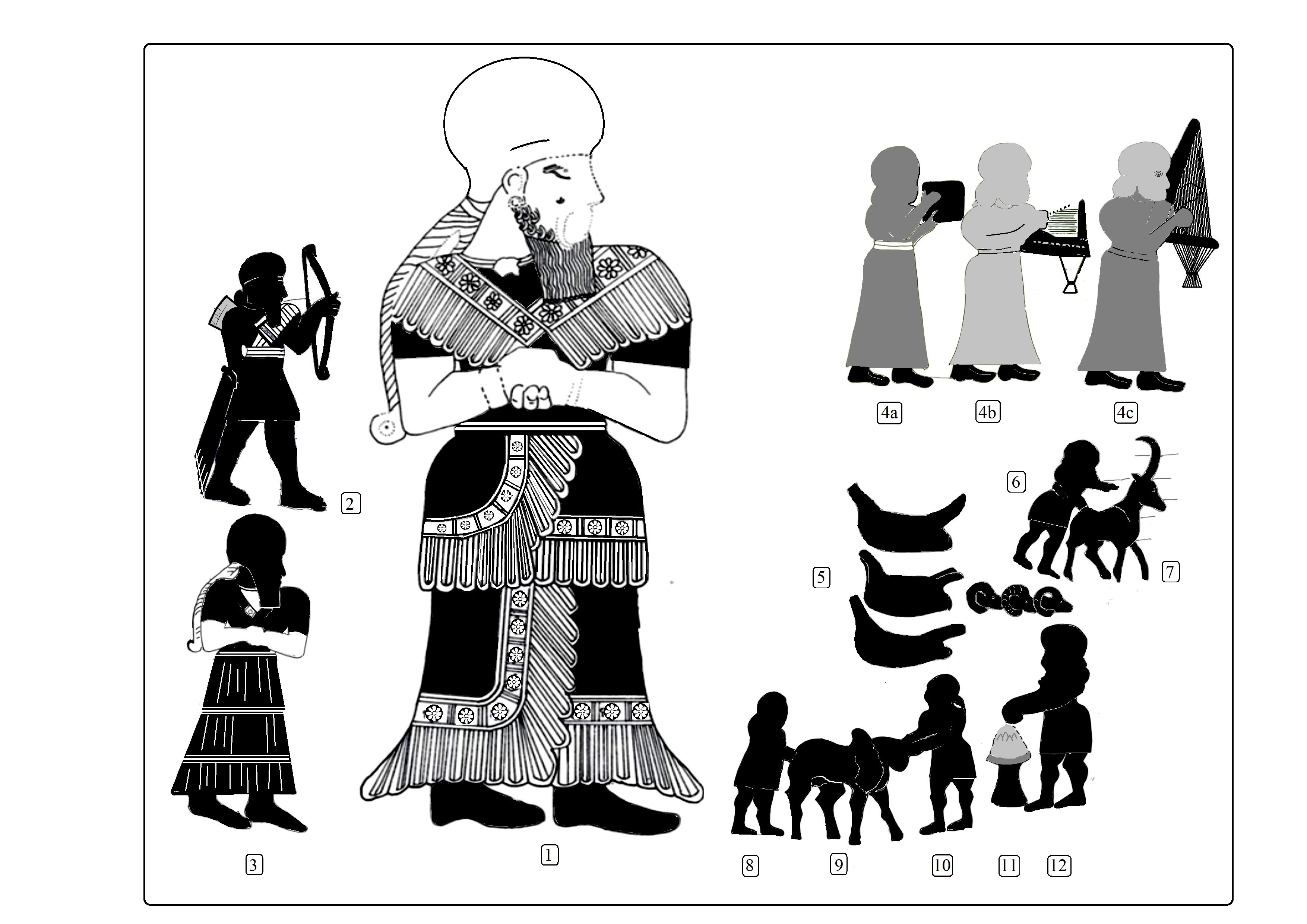
Disegno al tratto di Kul-e Farah I (di J. Alvarez-Mon)

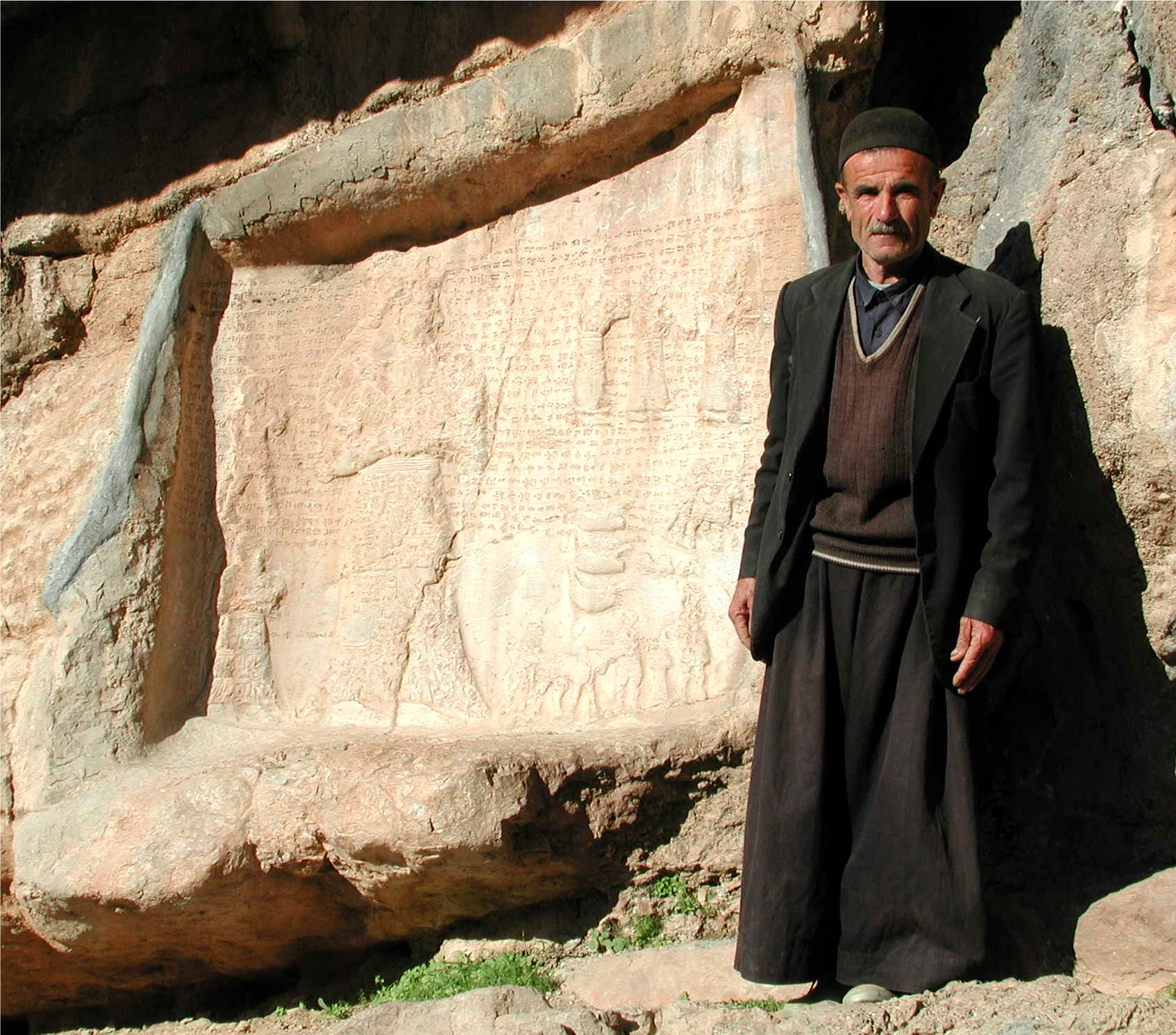
Kul-e Farah I e Mr. Asadi (di J. Alvarez-Mon)

### Kul-e Farah I (650-575 a.C. circa)
KFI (altezza. 1,35 metri, larghezza 1,68 metri) è stato l'ultimo dei rilievi dell'altopiano elamico e assimila molti aspetti delle precedenti incisioni. Una lunga iscrizione elamica, sulla metà superiore del rilievo, identifica la grande figura centrale come Hanni, figlio di Tahhi, “principe” o “capo” (kutur) di Aiapir e vassallo del re elamico Shutur-Nahhunte, figlio di Indada. Questo testo di difficile lettura dedica il complesso Kul-e Farah a Tirutir, una divinità non attestata altrove nelle fonti elamiche, e invoca diverse divinità elamiche. Continua parlando dei vari atti di pietà di Hanni, della sua lealtà verso il re, della sua attività militare e della scultura della propria immagine con un'iscrizione. Maledice chiunque avrebbe osato danneggiare il rilievo. Hanni è in piedi con le mani giunte e indossa un berretto a bulbo, una treccia lunga fino alla vita e un indumento pesantemente frangiato ornato di rosette. Dietro di lui ci sono due funzionari di cortee su scala più piccola, un portatore di armi etichettato "Shutruru, il Maestro del Palazzo" che porta un arco, una faretra e una spada, e un portatore di indumenti con le mani giunte. Davanti ad Hanni ci sono: un trio di musicisti che suonano un'arpa orizzontale, un'arpa verticale e un tamburo quadrato, un allevatore di capre accanto alle carcasse di tre montoni, due individui in procinto di massacrare uno zebù, e un sacerdote che presiede a un altare di fuoco. Una serie di epigrafi, per lo più aggiunte sulle gonne degli indumenti, nominano questi vari individui.

### Kul-e Farah II (VII-VI secolo a.C.)
Kul-e Farah II (altezza. 2,40 metri, larghezza. 3,55 metri). KFII è stato scolpito sulla parete sud-ovest di un masso situato in prossimità dei rilievi KFIII e KFIV. Da sinistra a destra raffigura: quattro individui con le mani giunte in un piccolo riquadro rettangolare ben definito, un individuo di sesso maschile su larga scala che fa un gesto indicando l'indice e una scena di sacrificio animale composta da un individuo nudo in piedi, un individuo nudo chino su uno zebù e sei pecore più piccole dalle corna rotonde.

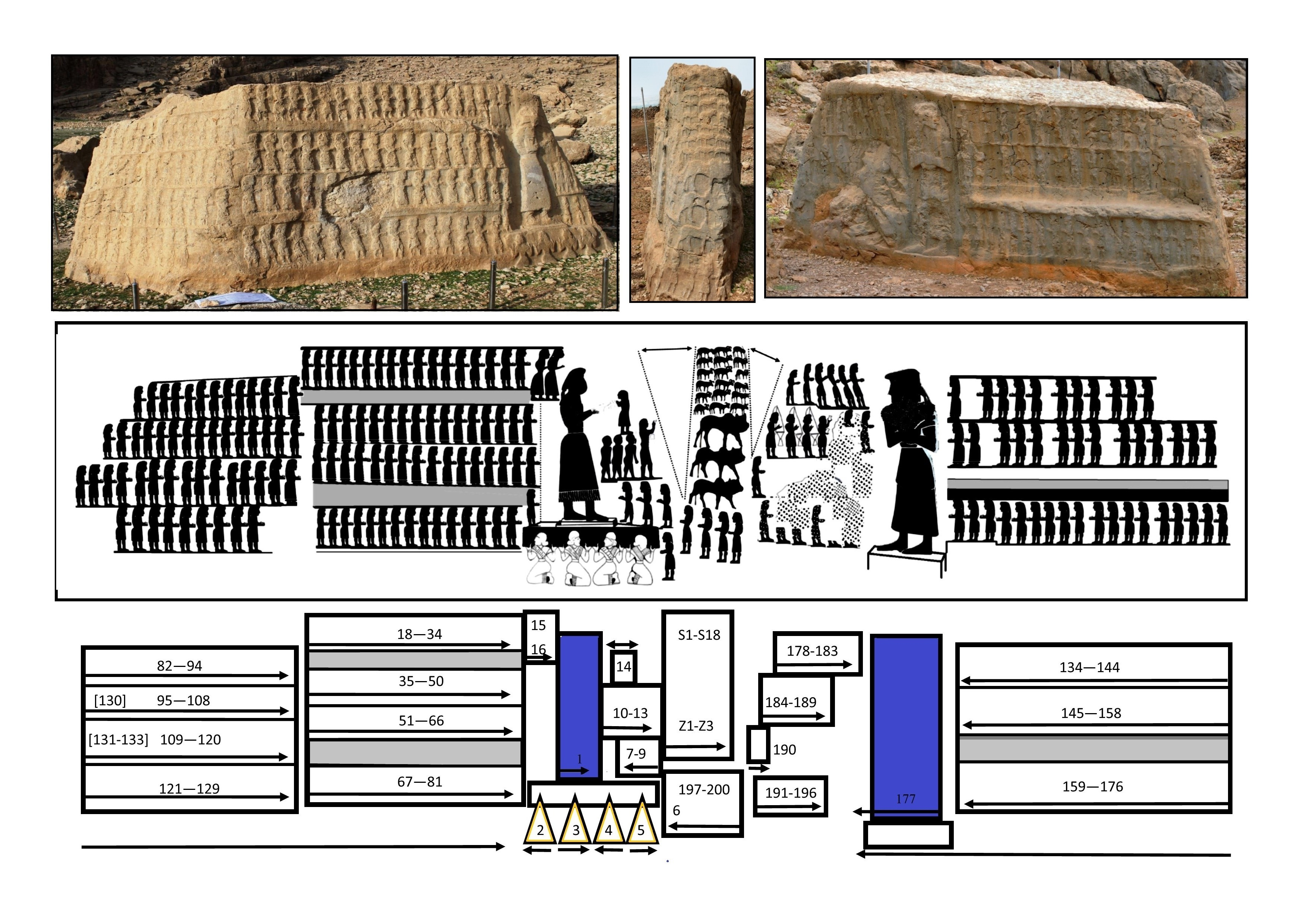
Disegno al tratto di Kul-e Farah III (di J. Alvarez-Mon)

### Kul-e Farah III (VIII-VII secolo a.C.)
Kul-e Farah III (altezza 1,9–4 m, larghezza 16 metri). Percorrendo l'intero perimetro di un masso, KFIII raffigura una processione che coinvolge non meno di 200 partecipanti e diversi animali domestici. Alla testa del corteo si inginocchiano quattro individui maschi d'élite vestiti con berretti e lunghe vesti sfrangiate che sostengono una figura maschile di grandi dimensioni [n. 1] su una piattaforma. Questa figura è orientata verso la faccia più stretta del rilievo che mostra un gruppo di diciotto montoni e tre zebù. Congiunge le mani davanti alla vita. Più o meno nella stessa posizione sulla faccia opposta c'è un altro maschio di grandi dimensioni [n. 177], anche lui rivolto verso gli animali e congiunge le mani. Oltre agli animali, lo spazio focale tra i due individui di alto rango ospita figure nude, figure che indossano abiti lunghi e corti, tre suonatori di arpe e un portatore di un recipiente [n. 152]. Dietro di loro c'è un gran numero di fedeli, disposti in registri, che fanno il gesto delle mani giunte. Una delle figure meglio conservate del rilievo [n. 180] conserva i contorni del gesto delle mani giunte e dell'acconciatura combinando una corta treccia posteriore e una “visiera” frontale [n. 151].

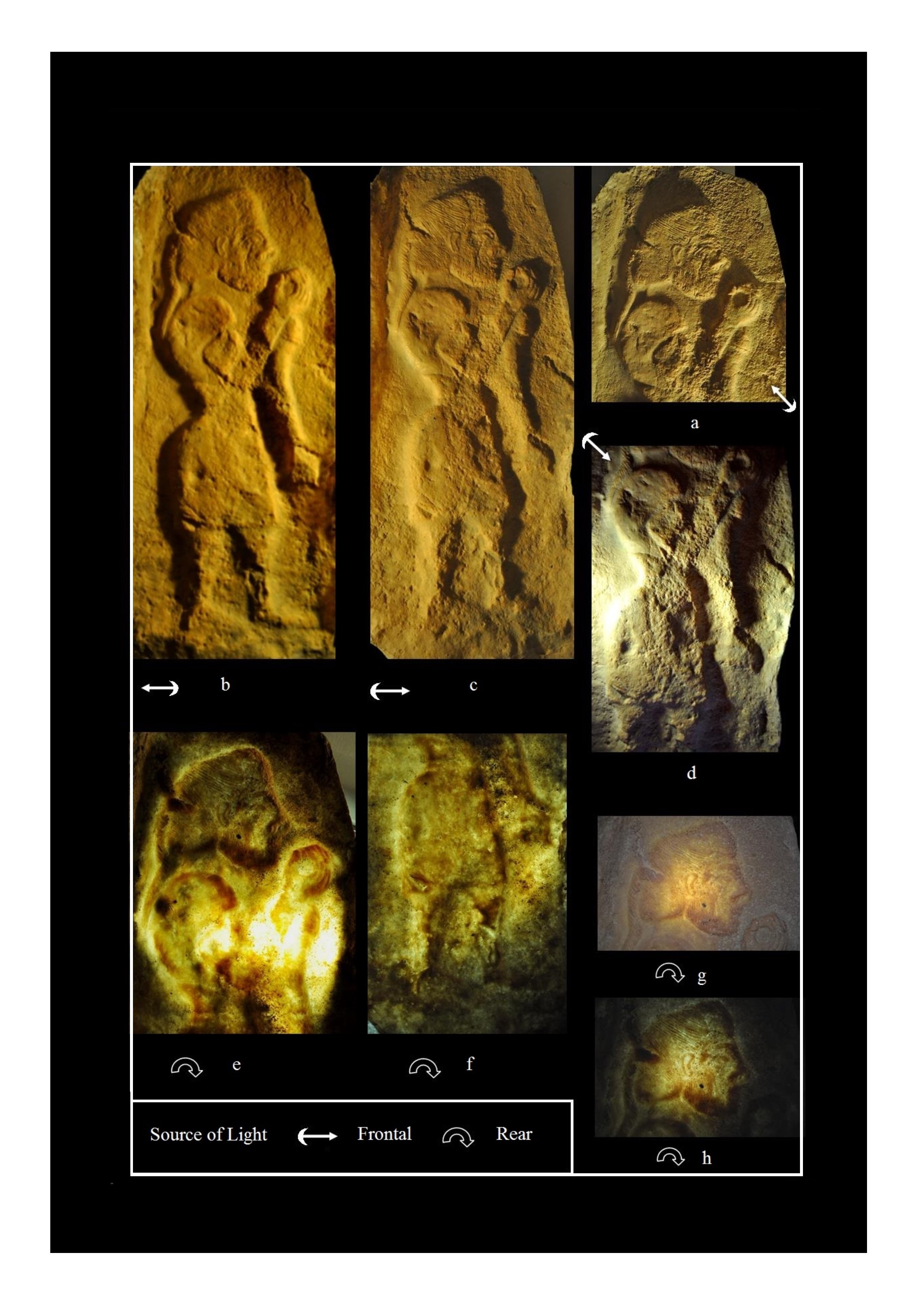
Armi di arciere da Ku-e Farah IV (Alvarez-Mon)

### Kul-e Farah IV (IX-VIII secolo a.C.)
Kul-e Farah IV (altezza. 6 metri, larghezza 17,70 m). Esteso su un'ampia superficie verticale di una scogliera, KFIV rappresenta un banchetto con non meno di 141 partecipanti. A presiedere la cerimonia è un sovrano seduto su un trono dall'alto schienale incorniciato da due tavoli, quello dietro sostiene i vasi, quello davanti è forse carico di cibo. Ulteriori vasi, un paio di bicchieri, alti e stretti, stanno insieme in due registri sottostanti. Il sovrano è accompagnato da attendenti, un portatore di armi, arcieri, sei suonatori di arpa e oltre un centinaio di individui rappresentati in modo simile con lunghi capelli intrecciati, indumento corto e la mano destra che porta un boccone di cibo (carne?) alla bocca. La maggior parte dei partecipanti sono all'interno di registri, organizzati marzialmente in file su entrambi i lati di un immaginario punto focale assiale approssimativamente al centro, e orientati verso di esso. Una figura particolarmente ben conservata fornisce preziose informazioni sulle arti scultoree del tempo. È rappresentato di profilo con la spalla sinistra protesa in avanti, la mano che regge un corto arco composito. Ha le spalle larghe, la vita stretta e un indumento a maniche corte con un gonnellino corto. Sezioni dei suoi capelli, collo, schiena e spalla destra hanno conservato tracce dell'intonaco, dell'incisione e forse della pigmentazione che un tempo potrebbe aver coperto l'intero rilievo. Gran parte del volume originale è andato perduto a causa dell'erosione superficiale, ma è ancora evidente un trattamento plastico "naturale" delle parti del corpo attraverso profondità di intaglio variabili.

### Kul-e Farah V (VII-VI secolo a.C.)
Kul-e Farah V (altezza 2,40 m, larghezza 1,85 m). KFV è stato scolpito vicino a KFIV sulla parete verticale di uno sperone roccioso sulla riva sinistra del torrente stagionale. L'iconografia e la struttura della composizione sono simili a KFII: un individuo maschio di grandi dimensioni affronta un sacrificio animale e fa un gesto indicando l'indice; dietro di lui stanno quattro adoratori con le mani giunte. Questa volta, però, le quattro figure sono disposte verticalmente. Un altro elemento di novità è l'inclusione di un altare del fuoco sotto la scena sacrificale.

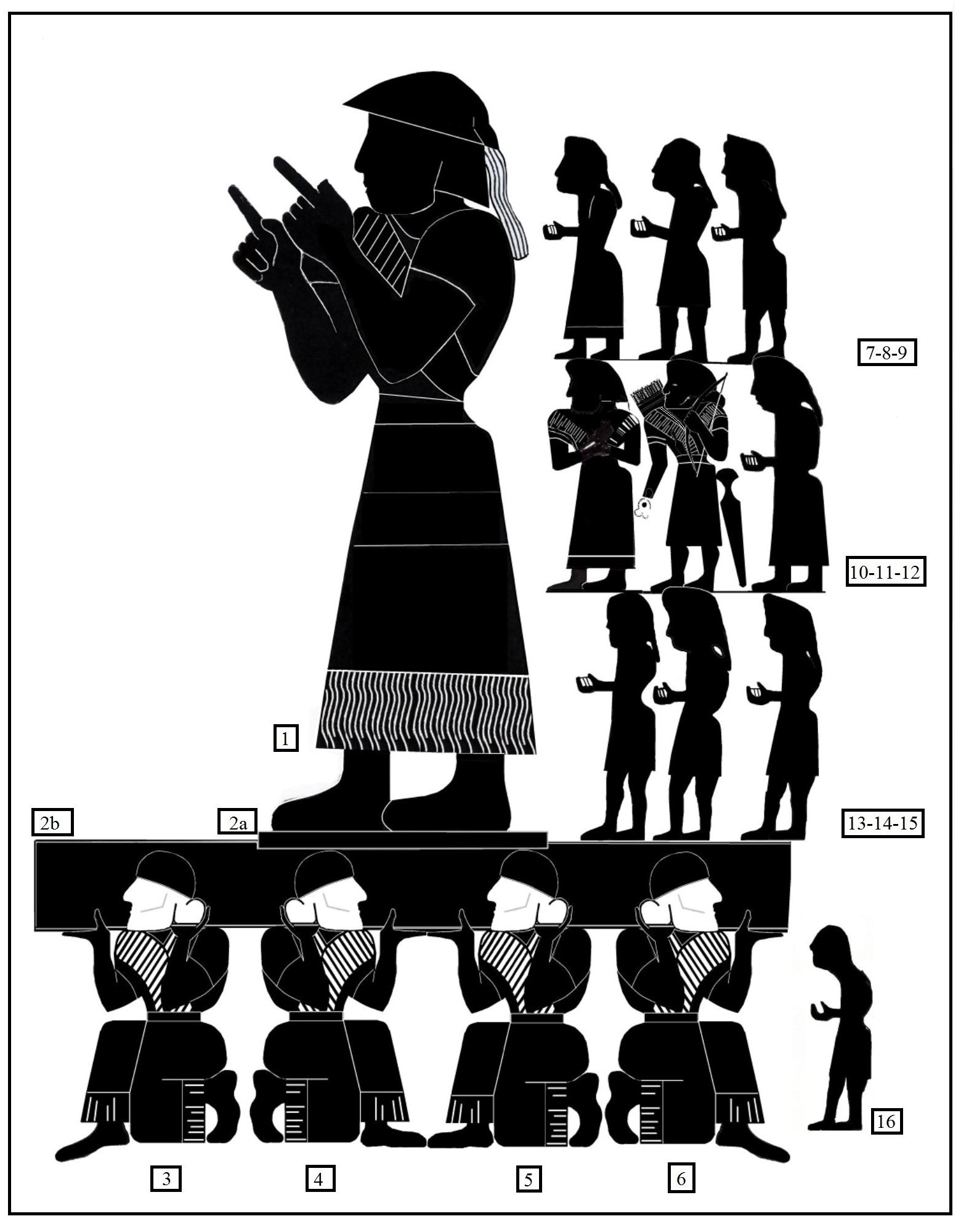
Kul-e Farah VI disegno al tratto di J. Alvarez-Mon

### Kul-e Farah VI (VII-VI secolo a.C.)
Kul-e Farah VI (altezza 3,7 m, larghezza 2,8 m; ). KFVI è scolpito sulla parete nord-ovest di un masso situato a circa 300 metri al di fuori del burrone che ospita gli altri rilievi. Raffigura un individuo, su larga scala, in un lungo indumento sfrangiato che fa un gesto indicante l'indice con entrambe le mani. Sta su un piedistallo in cima a una piattaforma portata da quattro portatori che si genuflettono su un ginocchio. I portatori della piattaforma sono tutti rappresentati in modo simile con un lungo indumento sfrangiato, un berretto stretto e rotondo, una crocchia ordinata per i capelli sul retro e una barba corta. Dietro la figura di grandi dimensioni stanno nove adoratori, a gruppi di tre lungo tre registri orizzontali. Sotto, un altro adoratore si trova da solo accanto ai portatori della piattaforma. Tutti sono orientati a sinistra tranne due dei portatori. Particolare importanza è assegnata a un portatore di armi [n. 11] al centro del terzo registro. È rappresentato frontalmente, con spalle e petto larghi, e le frange nella parte superiore della veste. Il braccio destro è esteso verso il basso e la mano sembra tenere un intrigante oggetto a forma di U (forse un "anello" aperto del tipo discusso più avanti in questo capitolo. La mano sinistra è alzata al petto e sembra tenere un arco, un pugnale è infilato sotto la cintura sul lato destro del corpo, una faretra tratteggiata è portata sulla spalla destra e una lunga spada, (presumibilmente all'interno di un fodero) con un pomo a forma di luna, pende dalla vita sul retro, quasi toccando terra.